# Amomum velutinum
Amomum velutinum là một loài thực vật có hoa trong họ Gừng. Loài này được Xing Er Ye, Jana Leong‐Škorničková và Nian He Xia mô tả khoa học đầu tiên năm 2017.

## Phân bố
Loài này có ở Trung Quốc, Lào và Việt Nam.
Loài mà Flora of China coi là Amomum repoeense với tên gọi thông thường trong tiếng Trung là 吕氏砂仁  (lã thị sa nhân) có lẽ nhầm lẫn với A. velutinum
Mô tả của Lamxay và Newman (2012) cho Amomum subcapitatum có thể nhầm lẫn với A. velutinum.